# Tia lửa điện

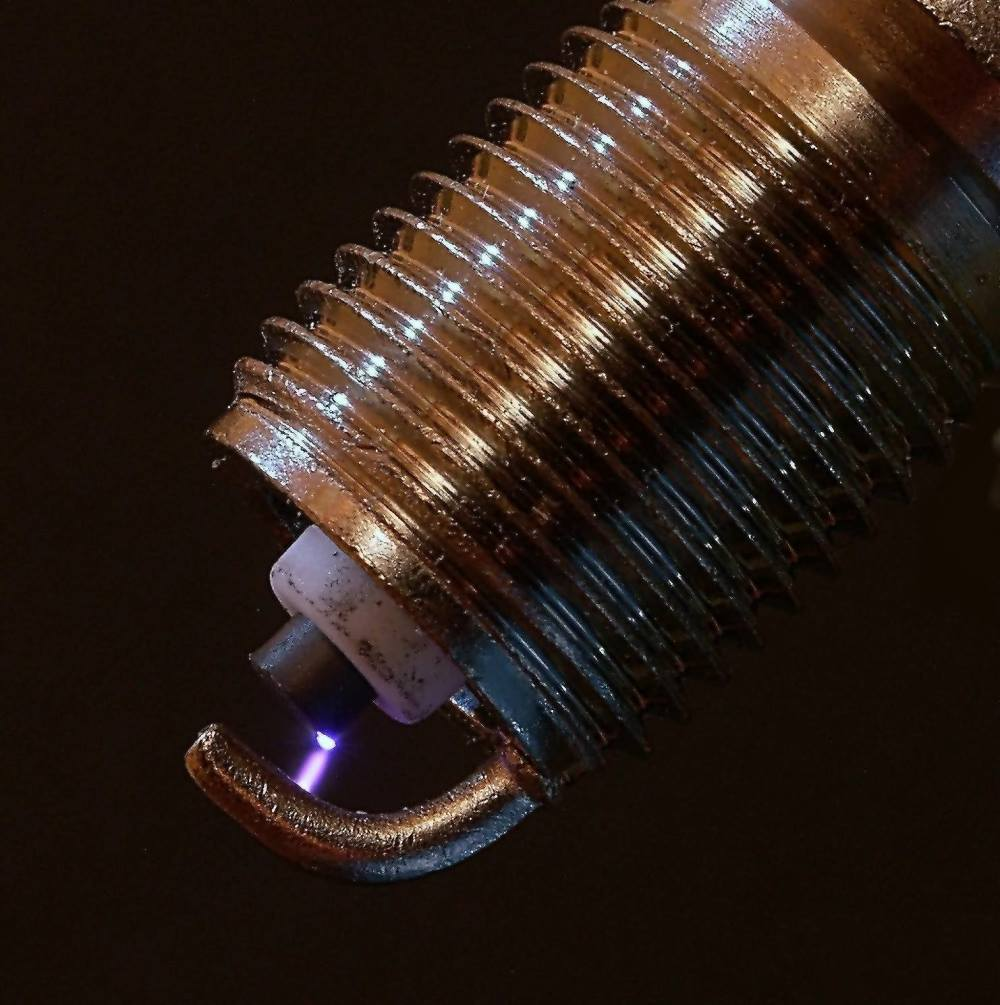
Bugi phóng tia lửa điện

Tia lửa điện là quá trình phóng điện tự lực xảy ra trong chất khí khi có tác dụng của điện trường đủ mạnh để làm ion hóa khí, biến phân tử khí trung hòa thành ion dương và electron tự do. Michael Faraday mô tả hiện tượng này là "tia sáng đẹp đẽ đi kèm sự phóng điện thông thường".
Sự chuyển đổi nhanh chóng từ trạng thái không dẫn điện sang trạng thái dẫn điện tạo ra sự phát xạ ngắn của ánh sáng và tạo ra sự rạn vỡ đột ngột hoặc tiếng nổ tanh tách. Một tia lửa được tạo ra khi điện trường áp vào vượt quá cường độ đánh thủng điện môi của môi trường ngăn cản. Đối với không khí, cường độ đánh thủng là khoảng 3×106 V/m ở mực nước biển. Ở giai đoạn đầu, các electron tự do trong khoảng trống (từ các tia vũ trụ hoặc bức xạ nền) được điện trường gia tốc. Khi chúng va chạm với các phân tử không khí, chúng tạo ra các ion bổ sung và các electron mới được giải phóng cũng được gia tốc. Tại một số thời điểm, nhiệt năng sẽ cung cấp một nguồn ion lớn hơn nhiều. Các electron và ion tăng theo cấp số nhân nhanh chóng làm cho các vùng không khí trong khe hở trở nên dẫn điện trong một quá trình gọi là đánh thủng điện môi. Khi khe hở bị đánh thủng, dòng điện bị giới hạn bởi điện tích khả dụng (đối với phóng tĩnh điện) hoặc bởi trở kháng của nguồn điện bên ngoài. Nếu nguồn điện tiếp tục cung cấp dòng điện, tia lửa sẽ phát triển thành sự phóng điện liên tục gọi là hồ quang điện. Một tia lửa điện cũng có thể xảy ra trong chất lỏng hoặc chất rắn cách điện, nhưng với các cơ chế phân hủy khác so với tia lửa điện trong không khí.
Đôi khi, tia lửa điện có thể nguy hiểm. Chúng có thể gây cháy và bỏng da.
Tia sét là một ví dụ về tia lửa điện trong tự nhiên, trong khi tia lửa điện, dù lớn hay nhỏ, xảy ra trong hoặc gần nhiều vật thể nhân tạo, cả do thiết kế và đôi khi là do tai nạn.